# Herberth Motorsport
Le Herberth Motorsport est une écurie de sport automobile allemande fondée en 1996 par Alfred Herberth. Elle fait participer des voitures de Grand tourisme en catégorie GT3 ou GTE dans des championnats tels que l'Asian Le Mans Series ou le Championnat du monde d'endurance FIA.

## Histoire
En 2022, l'Herberth Motorsport commence sa saison en participant aux 24 Heures de Dubaï avec trois Porsche 911 GT3 R. La première, en partenariat avec le Duwo Racing est confiée au pilote luxembourgois Dylan Pereira et aux pilotes russes Andrey Mukovoz, Stanislav Sidoruk et Sergey Peregudov. Celle-ci est facilement identifiable car elle est aux couleurs du Luxembourg. La seconde, en partenariat avec le Grove Motorsport est confiée au pilote allemand Sven Müller et aux pilotes australiens Brenton Grove (en), Stephen Grove et Anton de Pasquale (en). La dernière est inscrite sous le nom de l'écurie et est confiée au pilote suisse Daniel Allemann et aux pilotes allemand Ralf Bohn (de), Alfred Renauer (de) et Robert Renauer (de). À la suite d'un grave accident survenu le mercredi lorsque Daniel Allemann est au volant de la voiture, celle-ci doit déclarer forfait pour l'épreuve. L'écurie reste dans la région et participe aux 6 Heures d'Abou Dabi où elle inscrit une Porsche 911 GT3 R qui est confiée aux pilotes Alfred Renauer et Jürgen Häring,. 
À la suite de cela, l'Herberth Motorsport remet en jeu sa couronne acquise la saison précédente en Asian Le Mans Series en participant à une nouvelle saison dans la catégorie GT3 avec des Porsche 911 GT3 R, mais cette fois avec trois voitures au lieu de deux (deux en catégorie GT3 et la dernière en GT3 Am). L'une des voitures est confiée au pilote Hongkongais Antares Au, au pilote officiel Porsche chinois Ye Yifei et au pilote autrichien Klaus Bachler. Malgré deux victoires, l'Herberth Motorsport ne peut remporter deux années consécutives le titre.

## Résultats

### Résultats aux24 Heures du Mans
| Année | Classe   | no | Pilotes                                          | Voiture            | Pneus | Tours | Pos. | Pos. cat. |
| ----- | -------- | -- | ------------------------------------------------ | ------------------ | ----- | ----- | ---- | --------- |
| 2021  | LMGTE Am | 69 | Robert Renauer (de) Ralf Bohn (de) Rolf Ineichen | Porsche 911 RSR-19 | M     | 330   | 38e  | 10e       |

### Résultats enAsian Le Mans Series
| Année | Châssis           | Moteur                    | Classe | no | 1      | 2        | 3      | 4      | Position | Points |
| ----- | ----------------- | ------------------------- | ------ | -- | ------ | -------- | ------ | ------ | -------- | ------ |
| 2021  | Porsche 911 GT3 R | Porsche 4,0 l Flat-6 Atmo | GT     | 99 | DUB 1  | DUB 5    | ABU 2  | ABU 5  | 1re      | 64     |
| 2021  | Porsche 911 GT3 R | Porsche 4,0 l Flat-6 Atmo | GT     | 93 | DUB 15 | DUB 9    | ABU 12 | ABU 13 | 14e      | 4.5    |
| 2022  | Porsche 911 GT3 R | Porsche 4,0 l Flat-6 Atmo | GT     | 33 | DUB 10 | DUB Abd. | ABU 17 | ABU 2  | 8e       | 21.5   |
| 2022  | Porsche 911 GT3 R | Porsche 4,0 l Flat-6 Atmo | GT     | 91 | DUB 5  | DUB 6    | ABU 1  | ABU 1  | 2e       | 68     |
| 2022  | Porsche 911 GT3 R | Porsche 4,0 l Flat-6 Atmo | GT Am  | 99 | DUB 18 | DUB 17   | ABU 20 | ABU 17 | 20e      | 2      |

## Pilotes
- Antares Au (2021-2022)
- Klaus Bachler (2021-2022)
- Ralf Bohn (de) (2021-2022)
- Finn Gehrsitz (2022)
- Steffen Görig (de) (2021)
- Jurgen Haring (2022)
- Rolf Ineichen (2021)
- Tim Müller (2022)
- Alfred Renauer (de) (2021-2022)
- Robert Renauer (de) (2021-2022)
- Marco Seefried (2022)
- Ye Yifei (2022)